# Station Lübben (Spreewald)
Station Lübben (Spreewald), Sorbisch: Dwórnišćo Lubin (Błota), is een spoorwegstation in de Duitse plaats Lübben (Spreewald). Het station werd in 1866 geopend aan de spoorlijn Berlijn - Görlitz. 

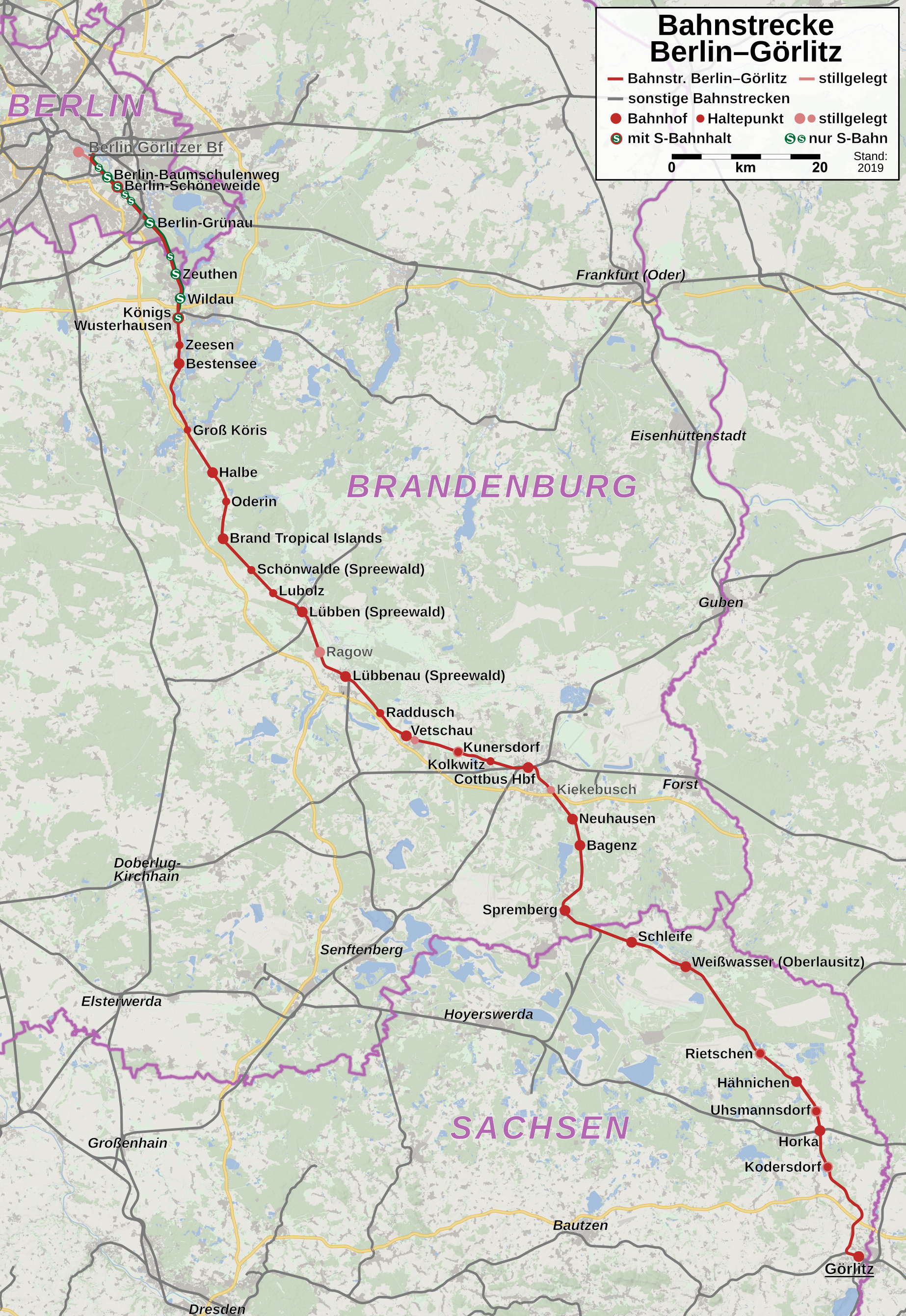
Trajectkaart spoorlijn Berlijn-Görlitz
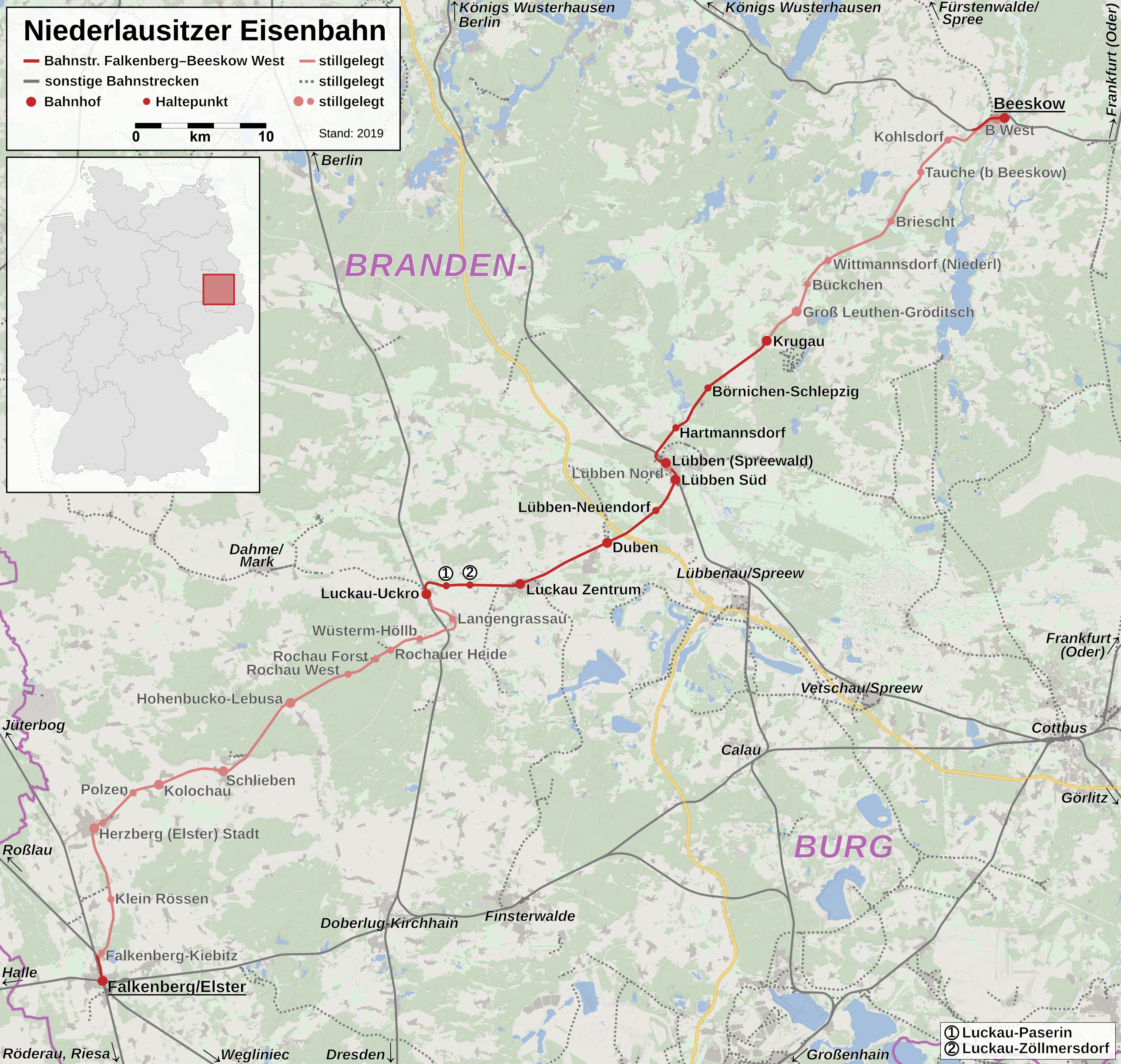
Trajectkaart spoorlijn Falkenberg–Beeskow
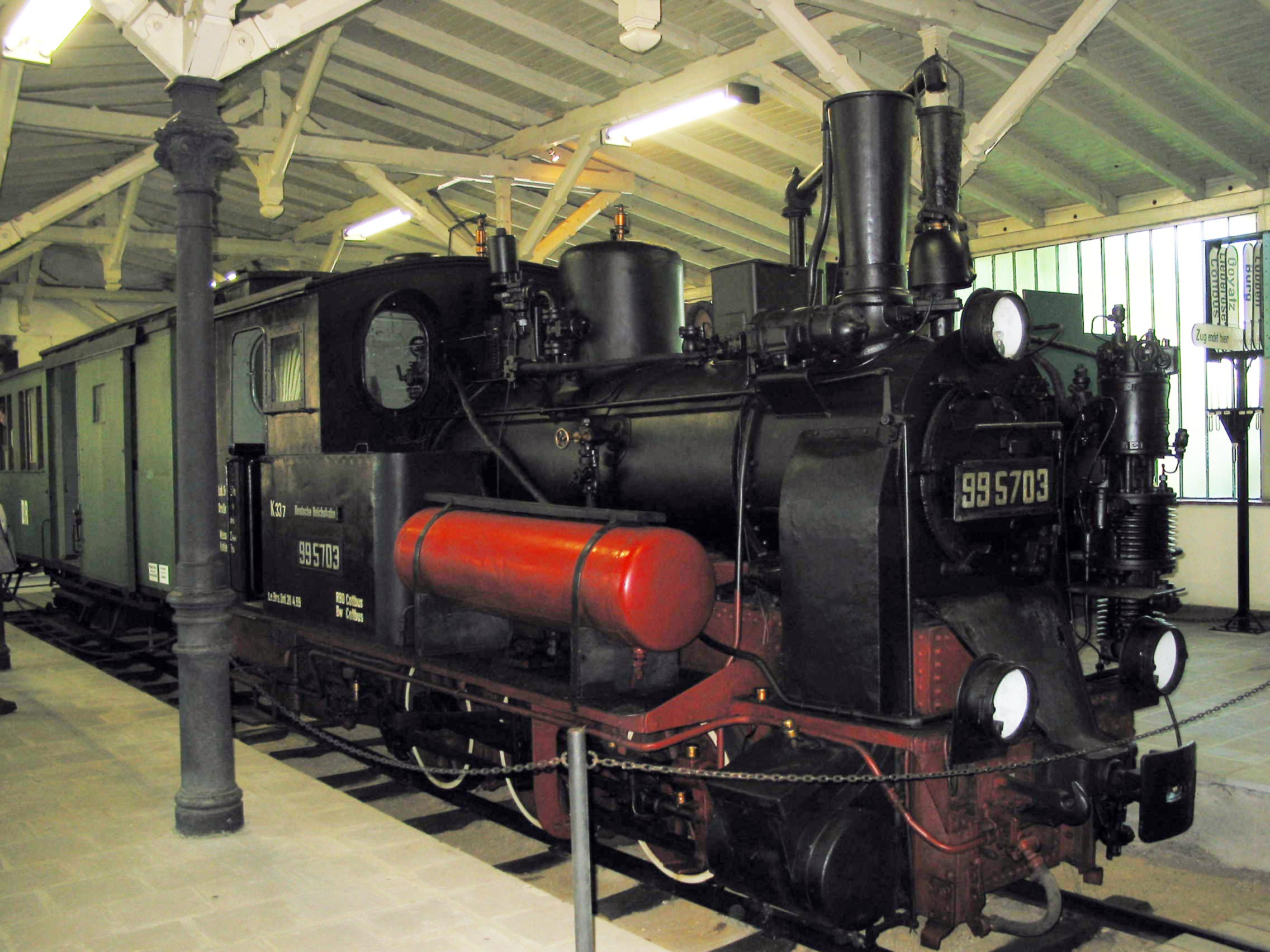
Stoomloc Spreewaldbahn, Spreewaldmuseum Lübbenau

Het station ligt aan de, ook door passagierstreinen bediende, spoorlijn Berlijn - Görlitz. Lübben heeft ook een apart, dicht bij het in dit artikel beschreven station gelegen, station aan de spoorlijn Falkenberg–Beeskow, die alleen nog tussen Lübben en Luckau bereden wordt. Er rijden, afgezien van incidentele toeristische ritten met museumtreinen, alleen nog goederentreinen overheen. Er bestaat tussen deze stopplaatsen een verbindingsspoor.
Tot 1983 bestond de Spreewaldbahn tussen Cottbus Spreewaldbahnhof, Straupitz en Lübben. Een stoomlocomotief, die op dit traject heeft gereden, behoort tot de collectie van het Spreewaldmuseum in en om het kasteel van Lübbenau. Rondom het voormalige station te Straupitz worden door liefhebbers van spoorweghistorie memorabilia m.b.t. deze lijn verzameld en bewaard.
Bij de laatste modernisering in 2022 is een toiletgebouw gerealiseerd, en is een stationsplein en een P & R-parkeerplaats aangelegd. Toen deze laatste klaar was, was er geen geld meer, om de parkeerplaats per auto, via een spoortunnel, bereikbaar te maken. Wellicht wordt deze in 2026 alsnog aangelegd.